# جائزة إيطاليا الكبرى 1990
جائزة إيطاليا الكبرى 1990 هو سباق فورمولا 1 أقيم بتاريخ 9 سبتمبر 1990 في حلبة مونزا، ميلانو، إيطاليا. كان الثاني عشر من أصل 16 في بطولة العالم لسباقات الفورمولا واحد موسم 1990. حلّ البرازيلي آيرتون سينا أولا بينما جاء الفرنسي ألن بروست في المركز الثاني وحصل على المركز الثالث النمساوي غيرهارد بيرغر.